# Iglica kleinzellensis
Iglica kleinzellensis é uma espécie de gastrópode da família Hydrobiidae.
É endémica de Austria.